# Šmihel pod Nanosom
Šmihel pod Nanosom – wieś w Słowenii, w gminie Postojna. W 2018 roku liczyła 193 mieszkańców.